# 栗原幸信
栗原幸信（くりはら ゆきのぶ、1991年7月5日 - ）は、東京生まれのヴァイオリン奏者。

## 略歴
1995年以降、斎藤温子、梅原真希子、渡辺季彦（渡辺茂夫の養父）、陳秋盛に師事する。1998年5月、テレビ朝日のドキュメンタリー番組「驚きももの木20世紀　天才バイオリニスト渡辺茂夫」が放映され、渡辺茂夫の幼児役として出演した。

## 活動状況
1999年3月、紀尾井ホールにおいて、7歳でデビューコンサートを開き、収益を栗原幸信国際児童福祉基金に繰り入れ、ユニセフに寄付した。同年10月、チェコ大使館でサロンコンサートを開いた。同年11月20日、浜離宮朝日ホールにおいて、「8歳! 2ndコンサート」を開き、トルコ大地震があったトルコの大使館に寄付した。2000年、北京音楽庁において独演会を開いた。